# Babimojszczyzna
Babimojszczyzna – region historyczny i etnograficzny na pograniczu województw wielkopolskiego i lubuskiego. Głównym ośrodkiem jest Babimost, od którego region wziął nazwę. Pozostałe większe ośrodki: Kargowa, Nowe Kramsko, Podmokle Wielkie, Dąbrówka Wielkopolska

## Historia
Starostwo babimojskie istniało od XIV w., później region znany był z sukiennictwa i uprawy winorośli. Stanowił pogranicze Wielkopolski, Śląska i Brandenburgii. Podczas potopu szwedzkiego wsławił się Krzysztof Jan Żegocki, jako dowódca lokalnego oddziału toczącego potyczki ze Szwedami. Pod zaborem pruskim od 1793 r. Region zdołał zachować polski charakter, opierając się germanizacji. W okresie II RP 80% Babimojszczyzny przyznano Polsce na mocy traktatu wersalskiego, mieszkańcy wzięli licznie udział w powstaniu wielkopolskim. W latach 1945–1950 istniał powiat babimojski.